# Madalena
|  | No s'ha de confondre amb La Maddalena. |

Madalena és un municipi de les Açores (Portugal), a l'illa de Pico. Se sotsdivideix en sis parròquies:
- Bandeiras
- Candelária
- Criação Velha
- Madalena
- São Caetano
- São Mateus

| Població del municipi de Madalena (1849 – 2004) | Població del municipi de Madalena (1849 – 2004) | Població del municipi de Madalena (1849 – 2004) | Població del municipi de Madalena (1849 – 2004) | Població del municipi de Madalena (1849 – 2004) | Població del municipi de Madalena (1849 – 2004) | Població del municipi de Madalena (1849 – 2004) | Població del municipi de Madalena (1849 – 2004) |
| ----------------------------------------------- | ----------------------------------------------- | ----------------------------------------------- | ----------------------------------------------- | ----------------------------------------------- | ----------------------------------------------- | ----------------------------------------------- | ----------------------------------------------- |
| 1849                                            | 1900                                            | 1930                                            | 1960                                            | 1981                                            | 1991                                            | 2001                                            | 2004                                            |
| 12.148                                          | 8.499                                           | 7.296                                           | 8.359                                           | 5.977                                           | 5.964                                           | 6.136                                           | 6.184                                           |